# Academia Română
Academia Română este un for cultural fondat din România. A fost fondată la 1 aprilie 1866, la București, sub denumirea de Societatea Literară Română. La 1 august 1867 a devenit Societatea Academică Română, iar din 1879 poartă denumirea actuală. Academia Română are ca atribuții principale promovarea limbii și literaturii române, stabilirea normelor ortografice, cercetarea istoriei naționale și sprijinirea activității științifice. Unele din proiectele fundamentale ale academiei sunt Dicționarul Limbii Române (DLR), Dicționarul explicativ al limbii române (DEX), Dicționarul ortografic, ortoepic și morfologic al limbii române (DOOM).
Conform statutului său de instituție publică autonomă, Academia Română poate avea un număr maxim de 181 membri titulari și corespondenți și 135 membri de onoare, din care cel mult 40 din România. „Ziua Academiei Române” este marcată anual la data de 4 aprilie. 
Academia are în subordinea sa o serie de instituții, Biblioteca Academiei Române și Editura Academiei Române.

## Istoric

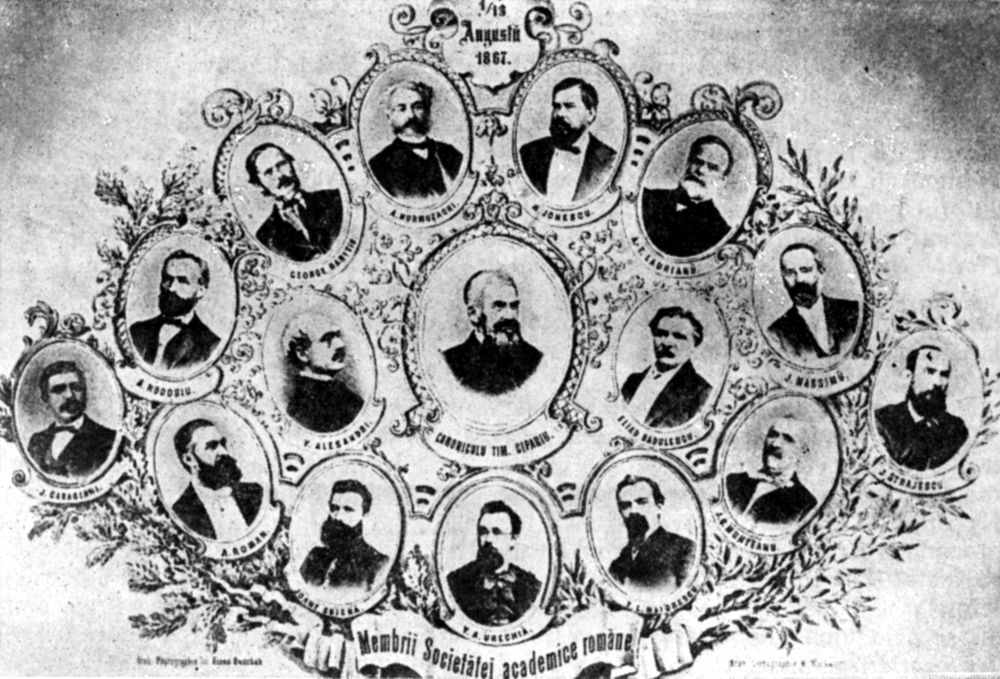
Membrii Societății Academice (august 1867)

Academiile existau, în forme timpurii în Țara Românească (București, circa 1689) și în Principatul Moldovei (Iași, 1707), instituții care s-au transformat mai târziu în universități. Primele societăți culturale moderne au fost înființate la Brașov (1821), București (1844) și Cernăuți (1862), pe modelul instituțional de inspirație occidentală.

La mijlocul secolului al XIX-lea, în contextul modernizării statului român și al afirmării identității culturale, au fost inițiate mai multe demersuri pentru înființarea unei instituții centrale cu profil academic. Unirea Principatelor Române din 24 ianuarie 1859 și reformele ulterioare au creat cadrul favorabil pentru înființarea unui for național de cultură. În 1860, Ioan Maiorescu propunea constituirea unei „societăți academice” care să coordoneze activitatea intelectualilor români în domeniul limbii și istoriei. Proiectul său nu a fost realizat, dar ideea a fost reluată și susținută de mai mulți membri ai elitei culturale și politice.

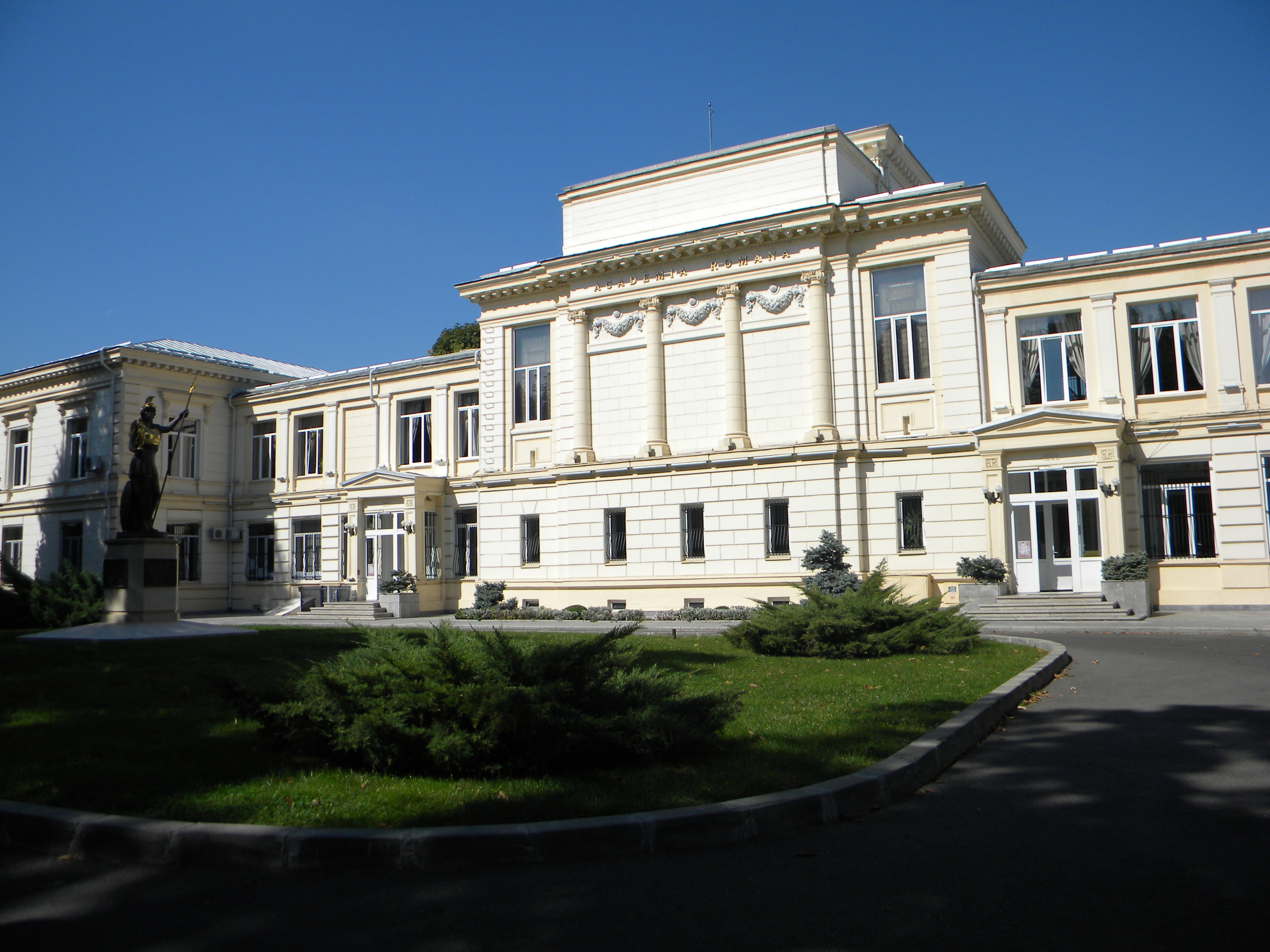
Sediul Academiei Române din Calea Victoriei

Clădirea nouă a Casei Academiei, situată lângă Palatul Parlamentului

La propunera lui Constantin Alexandru Rosetti, la 1 aprilie 1866, locotenența domnească a aprobat regulamentul de funcționare al Societății Literare Române, cu sediul la București. Scopurile principale ale noii instituții erau stabilirea ortografiei limbii române, redactarea unei gramatici și elaborarea unui dicționar-tezaur. Regulamentul prevedea numirea membrilor de către Ministerul Instrucțiunii Publice, cu reprezentare din toate regiunile locuite de români și aromâni. În total, numărul membrilor fondatori a ajuns la 25.
Prima ședință a noii instituții a avut loc la 13 august 1867, la București, moment în care s-a decis schimbarea denumirii în Societatea Academică Română. Instituția nou fondată a fost pentru început o societate națională enciclopedică. Primul președinte a fost Ion Heliade-Rădulescu (până la 1 august 1870).
La 30 martie 1879, printr-o lege specială, Societatea Academică Română a fost declarată instituție națională sub numele de Academia Română, cu rol de autoritate în domeniile culturii, științei și moralei publice.
În perioada regimului comunist, Academia Română a fost desființată prin Decretul nr. 76 din 9 iunie 1948, fiind înlocuită cu Academia Republicii Populare Române. Noua instituție nu a fost considerată continuatoare de drept a Academiei Române, iar lista de membri aleși a fost modificată. Peste 100 de membri ai fostei academii nu au fost incluși în noua structură ce a fost completată cu nume apropiate de regimul comunist. Ulterior, instituția a purtat denumirea de Academia Republicii Socialiste România.
După 1989, în urma reinstaurării regimului democratic, instituția și-a reluat denumirea de Academia Română.

## Membri fondatori
| Nr. | Nume                         | Născut            | Provincie            | Vârstă la înființare | Deces              | Membru pentru    |
| --- | ---------------------------- | ----------------- | -------------------- | -------------------- | ------------------ | ---------------- |
| 1   | Vasile Alecsandri            | 21 iulie 1821     | Principatul Moldovei | 44 ani, 254 zile     | 22 august 1890     | 24 ani, 143 zile |
| 2   | Vincențiu Babeș              | 21 ianuarie 1821  | Banat                | 45 ani, 70 zile      | 22 ianuarie 1907   | 40 ani, 296 zile |
| 3   | George Barițiu               | 4 iunie 1812      | Transilvania         | 53 ani, 301 zile     | 2 mai 1893         | 27 ani, 31 zile  |
| 4   | Ioan D. Caragiani            | 11 februarie 1841 | Macedonia            | 25 ani, 49 zile      | 13 ianuarie 1921   | 54 ani, 287 zile |
| 5   | Timotei Cipariu              | 21 februarie 1805 | Transilvania         | 61 ani, 39 zile      | 3 septembrie 1887  | 21 ani, 155 zile |
| 6   | Dimitrie Cozacovici          | 1790              | Macedonia            | 76 ani, 90 zile      | 31 august 1868     | 2 ani, 152 zile  |
| 7   | Ambrosiu Dimitrovici         | 20 iulie 1838     | Bucovina             | 27 ani, 255 zile     | 3 iulie 1866       | 93 zile          |
| 8   | Ștefan Gonata                | 1 februarie 1838  | Basarabia            | 28 ani, 59 zile      | 18 septembrie 1896 | 30 ani, 170 zile |
| 9   | Alexandru Hâjdeu             | 30 noiembrie 1811 | Basarabia            | 54 ani, 122 zile     | 9 noiembrie 1872   | 6 ani, 222 zile  |
| 10  | Ion Heliade-Rădulescu        | 6 ianuarie 1802   | Țara Românească      | 64 ani, 85 zile      | 27 aprilie 1872    | 6 ani, 26 zile   |
| 11  | Iosif Hodoș                  | 20 octombrie 1829 | Transilvania         | 36 ani, 163 zile     | 28 noiembrie 1880  | 14 ani, 241 zile |
| 12  | Alexandru Hurmuzachi         | 16 august 1823    | Bucovina             | 42 ani, 228 zile     | 8 martie 1871      | 4 ani, 341 zile  |
| 13  | Nicolae Ionescu              | 1820              | Principatul Moldovei | 46 ani, 90 zile      | 24 ianuarie 1905   | 38 ani, 298 zile |
| 14  | August Treboniu Laurian      | 17 iulie 1810     | Transilvania         | 55 ani, 258 zile     | 25 februarie 1881  | 14 ani, 330 zile |
| 15  | Titu Maiorescu               | 15 februarie 1840 | Țara Românească      | 26 ani, 45 zile      | 18 iunie 1917      | 51 ani, 78 zile  |
| 16  | Ion C. Massim                | 1825              | Țara Românească      | 41 ani, 90 zile      | 1877               | 10 ani, 275 zile |
| 17  | Andrei Mocioni               | 27 iunie 1812     | Banat                | 53 ani, 278 zile     | 23 aprilie 1880    | 14 ani, 22 zile  |
| 18  | Gavriil Munteanu             | februarie 1812    | Transilvania         | 54 ani, 59 zile      | 17 decembrie 1869  | 3 ani, 260 zile  |
| 19  | Constantin Negruzzi          | 1808              | Principatul Moldovei | 58 ani, 90 zile      | 24 august 1868     | 2 ani, 145 zile  |
| 20  | Alexandru Roman              | 26 noiembrie 1826 | Transilvania         | 39 ani, 126 zile     | 15 septembrie 1897 | 31 ani, 167 zile |
| 21  | Constantin Alexandru Rosetti | 2 iunie 1816      | Țara Românească      | 49 ani, 303 zile     | 8 aprilie 1885     | 19 ani, 7 zile   |
| 22  | Ion G. Sbiera                | 1 noiembrie 1835  | Bucovina             | 30 ani, 151 zile     | 22 octombrie 1916  | 50 ani, 204 zile |
| 23  | Constantin Stamati           | 1786              | Basarabia            | 80 ani, 90 zile      | 12 septembrie 1869 | 3 ani, 164 zile  |
| 24  | Ioan Străjescu               | 1833              | Basarabia            | 33 ani, 90 zile      | 1873               | 6 ani, 275 zile  |
| 25  | Vasile Urechea-Alexandrescu  | 15 februarie 1834 | Principatul Moldovei | 32 ani, 45 zile      | 21 noiembrie 1901  | 35 ani, 234 zile |

## Membri
Academia Română este alcătuită din cinci categorii de membri:
- membri titulari,
- membri corespondenți (titlu onorific academic, fără beneficii financiare),
- membri de onoare (din țară și din străinătate),
- membri post-mortem
- membru donator (Constantin Năsturel-Herescu).

În cazul membrilor titulari, propunerile pot fi formulate doar de membri titulari, iar candidații trebuie să fie deja membri corespondenți. Pentru alegerea unui membru corespondenți, propunerile pot fi făcute de membri titulari sau corespondenți. Membrii titulari și corespondenți sunt aleși dintre personalitățile cu realizări în domeniile științei, culturii, artei sau educației. Candidaturile sunt propuse de membri existenți ai Academiei și analizate de către secțiile de specialitate, care evaluează contribuțiile științifice, lucrările publicate, impactul național și internațional, precum și conduita profesională și morală a candidaților. După avizul secției de specialitate și aprobarea Biroului Prezidiului, candidatura este supusă votului secret al Adunării Generale. Alegerea are loc cu majoritate absolută a voturilor membrilor titulari prezenți.
Odată aleși, membrii titulari primesc:
- o indemnizație lunară viageră din partea statului, în plus față de pensia obișnuită;
- statutul de demnitate publică (funcție publică onorifică, recunoscută oficial de stat, similară cu cea de înalt demnitar, dar fără atribuții executive sau politice);
- acces la resursele instituționale ale Academiei: biblioteci, institute de cercetare, laboratoare și acces la finanțare pentru activitatea academică;
- rol consultativ în probleme de interes național, fiind chemați să contribuie la formularea pozițiilor academice în domenii precum educația, patrimoniul cultural sau cercetarea științifică;
- autoritatea de a participa la elaborarea și validarea normelor oficiale ale limbii române (inclusiv prin dicționare și reguli ortografice), precum și la definirea standardelor culturale și științifice asumate de statul român.

Titlul de membru post-mortem este acordat, în mod excepțional, unor figuri de marcă decedate, în semn de recunoaștere a contribuției lor. Membrii de onoare sunt aleși dintre personalitățile din afara Academiei, din țară sau din străinătate, care s-au remarcat prin contribuții semnificative în domenii relevante. 
Singurul membru donator din istoria Societății Academice Române este generalul Constantin Năsturel-Herescu. Din donația acestuia s-a înființat Premiile „Năsturel-Herescu” pentru lucrări din domeniul literaturii, istoriei, arheologiei, geografiei și dreptului.
În Dicționarul academicienilor români, 1866-1999, Dorina N. Rusu contabiliza că până în anul 1999 Academia adunase un număr de 1.494 membri, dintre care: 980 români (25 fondatori, 375 titulari, 178 de onoare, 361 corespondenți, 41 aleși post-mortem) și 514 străini (404 membri de onoare, 109 corespondenți, 1 ales post-mortem). Dintre membrii străini, țările cu cei mai mulți membri erau: Franța cu 163, Germania cu 60, Italia 48, SUA 39, Anglia 22, URSS (Rusia) 20, Belgia 17 etc.

## Funcționare
Academia este o instituție finanțată, în principal, de la bugetul de stat și care funcționează autonom. Surse secundare de finanțare pot fi activitățile proprii sau exploatarea propriului patrimoniu, precum și donațiile. Are 3 filiale, la Iași, Cluj-Napoca și Timișoara. În subordinea sa se află o serie de instituții prestigioase și centre de cercetare din România (circa 60). În anul 2001, două dintre institutele Academiei Române au fost recunoscute de Comunitatea Europeană ca institute de excelență.
Conform statutului actual, un mandat de președinte are durata de patru ani, iar o persoană nu poate deține funcția de președinte pentru mai mult de două mandate. Biroul Prezidiului Academiei Române este format din șase academicieni: președintele Academiei Române, cei patru vicepreședinți și secretarul general. Actualul Birou al Prezidiului a fost ales pentru un mandat de patru ani, în cadrul Adunării Generale din 4 mai 2022, prin vot secret.
| Nr. | Nume                       | Naștere            | Începere mandat   | Sfârșit mandat    | Deces             |
| --- | -------------------------- | ------------------ | ----------------- | ----------------- | ----------------- |
| 37  | Radu Voinea                | 24 mai 1923        | 13 noiembrie 1984 | 2 februarie 1990  | 11 mai 2010       |
| 38  | Mihai Drăgănescu           | 6 octombrie 1929   | 2 februarie 1990  | 18 ianuarie 1994  | 28 mai 2010       |
| 39  | Virgiliu N. Constantinescu | 27 martie 1931     | 1994              | 1998              | 31 ianuarie 2009  |
| 40  | Eugen Simion               | 25 mai 1933        | 16 ianuarie 1998  | 20 aprilie 2006   | 18 octombrie 2022 |
| 41  | Ionel Haiduc               | 9 mai 1937         | 20 aprilie 2006   | 8 aprilie 2014    |                   |
| 42  | Ionel Valentin Vlad        | 22 septembrie 1943 | 8 aprilie 2014    | 24 decembrie 2017 | 24 decembrie 2017 |
|     | Cristian Hera              | 18 decembrie 1933  | 5 ianuarie 2018   | 5 aprilie 2018    |                   |
| 43  | Ioan-Aurel Pop             | 1 ianuarie 1955    | 5 aprilie 2018    | prezent           |                   |

Biblioteca Academiei Române, înființată în 1867, are o colecție de peste șapte milioane de cărți și colecții de desene, gravuri, hărți și monede. Academia are și propria editură.

## Curiozități

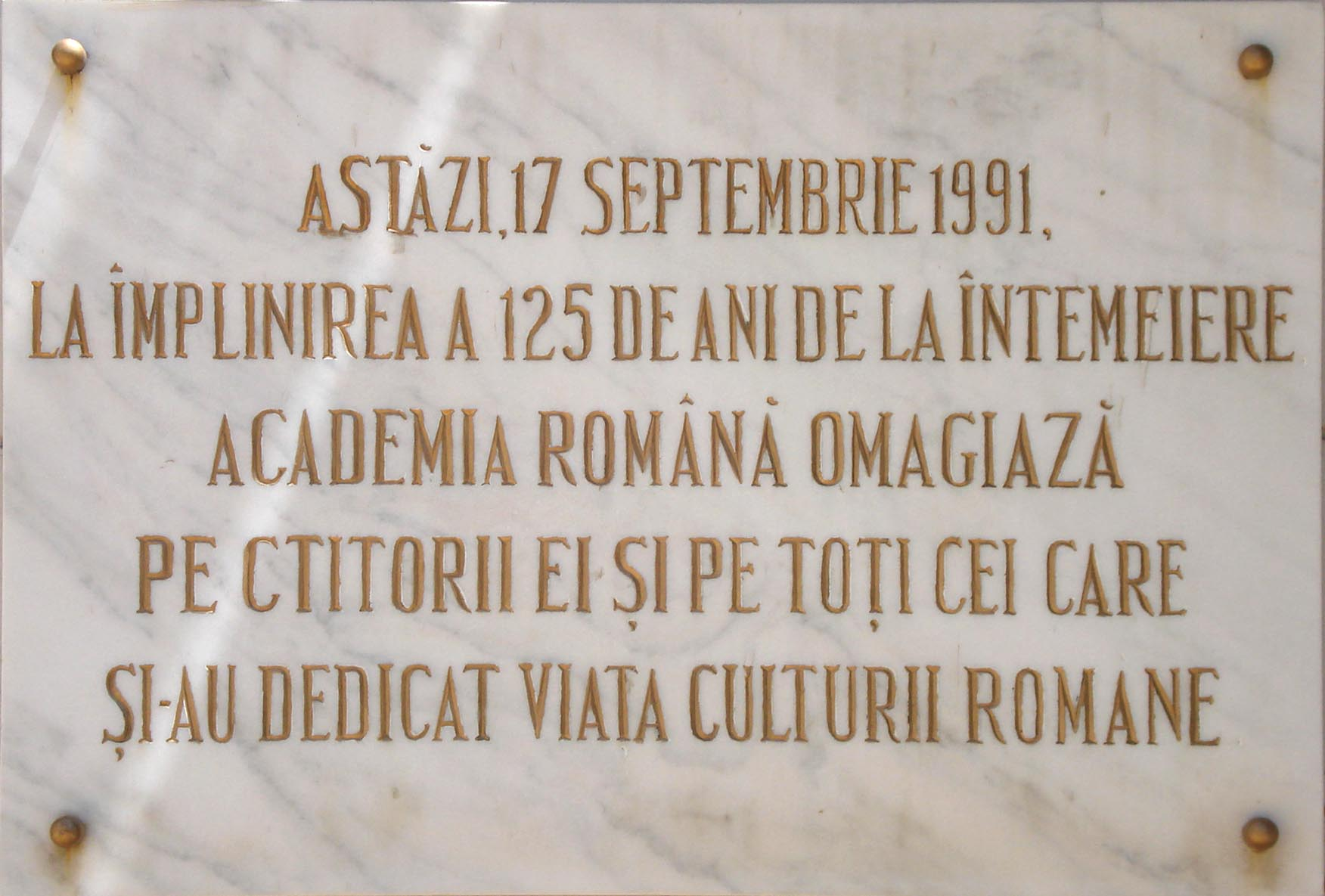
Placă comemorativă amplasată pe clădirea sediului Academiei Române din Calea Victoriei

- Scriitorul Andrei Vizanti, ales ca membru corespondent în 1882, a fost îndepărtat în 1903, după ce a părăsit țara pentru a scăpa de o pedeapsă pentru delapidare de bani publici.
- Unul dintre membrii controversați a fost filologul Alexe Procopovici, despre care Eugen Lovinescu spunea că este „omul care nu a scris nimic”.
- Eugen Lovinescu a fost respins în mod „scandalos”[11] din cauza opoziției lui Nicolae Iorga și Ovid Densusianu. El a fost ales membru post-mortem în 1991.
- Elena Ceaușescu a fost aleasă ca membru titular în 1974, iar Nicolae Ceaușescu membru titular și președinte de onoare în 1985. Cei doi au fost excluși post-mortem la ședința din 26 decembrie 1989.
- Manea Mănescu a fost ales membru titular în 1974 și exclus la 2 februarie 1990. Același lucru s-a întâmplat și cu Suzana Gâdea. Ambii au avut la activ condamnări penale.

## Controverse
În 2013, Fundația Națională pentru Știință și Artă, condusă de fostul președinte al Academiei, Eugen Simion, a fost dată în judecată pentru publicarea operei lui Emil Cioran sub egida Academiei, fără a deține drepturile de autor.
În 2015, Academia Română a fost criticată pentru republicarea în ediție bilingvă a unei lucrări de Dimitrie Cantemir (Istoria măririi si decăderii Curții othmane), folosind textul latin stabilit de filologul Dan Slușanschi, fără a-l credita corespunzător pe pagina de titlu sau în descrierea CIP a volumului.
În august 2020, Academia Română a publicat pe site-ul său un comunicat semnat de Secția de științe medicale, coordonată de acad. Victor Voicu, în care erau promovate opinii nefondate cu privire la rețelele 5G și se sugera că Organizația Mondială a Sănătății ar induce în eroare populația. Comunicatul a fost retras ulterior fără explicații oficiale, iar conducerea Academiei a refuzat să comenteze public incidentul. Ulterior, Academia a precizat că documentul nu reflecta poziția oficială a instituției, care poate fi exprimată doar de președinte sau de Biroul Prezidiului.
Începând cu anii 2020, Academia Română a fost ținta unor critici recurente din partea jurnaliștilor, intelectualilor și societății civile, care au acuzat conducerea instituției de promovarea unor idei naționaliste, suveraniste și protocroniste în politicile Ministerului Educației.